# Compton Gamma Ray Observatory
Il Compton Gamma Ray Observatory (CGRO) è stato il secondo grande telescopio spaziale lanciato in orbita dalla NASA di una serie totale dei quattro Grandi Osservatori della NASA (il primo fu l'Hubble lanciato il 24 aprile 1990, il terzo fu il Chandra lanciato il 23 luglio 1999 e il quarto fu il telescopio spaziale Spitzer lanciato il 25 agosto 2003).
Il "Compton Gamma Ray Observatory" fu lanciato in orbita il 5 aprile 1991 e venne chiamato così in onore del Premio Nobel per la fisica Arthur Holly Compton, vincitore del premio nel 1927. Il suo fine fu lo studio dei Raggi gamma.  Il suo peso era di 17 tonnellate, e quando venne lanciato rappresentava il record di oggetto più pesante lanciato in orbita dall'uomo, misurava 21 metri ed era alimentato con  pannelli solari da 1800 W. Il veicolo di lancio fu lo Space Shuttle Atlantis STS-37 che partì dal John F. Kennedy Space Center ubicato a Cape Canaveral sull'isola Merritt in Florida, USA. Fu messo ad orbitare ad una altezza di 450 chilometri (280 miglia) al fine di fargli evitare la cintura di radiazione delle Fasce di van Allen, con inclinazione 28,5°. Durante i nove anni di operatività vennero ottenuti risultati importantissimi, fra i quali la scoperta dell'emissione di raggi gamma da parte dei nuclei di diverse  galassie. Venne dismesso in seguito ad un guasto ai  giroscopi, dopo numerosi anni di vita produttiva. Dovendo scegliere tra la perdita del controllo del satellite e la sua distruzione, la NASA dovette far sì che si schiantasse nell'Oceano Pacifico il 4 giugno del 2000, non senza aver dato molte soddisfazioni agli astronomi che lo hanno utilizzato.
Uno degli strumenti a bordo del Compton era il Burst & Transient Source Experiment (BATSE), che poteva rilevare lampi di raggi gamma e localizzare le loro posizioni nel cielo con ragionevole precisione.

## BATSE
Dai dati raccolti dallo strumento furono ricavate due importanti informazioni:
- I lampi di raggi gamma sono isotropi (ovvero, non presentano particolari preferenze per direzioni particolari nel cielo, come ad esempio il piano galattico o il centro galattico), escludendo quasi tutte le possibilità di un'origine galattica. Se infatti fossero eventi che avvengono nella nostra galassia allora sarebbero distribuiti preferibilmente sul piano della Via Lattea; anche se fossero associati con l'alone galattico, sarebbero distribuiti soprattutto verso il centro galattico, a meno che le dimensioni dell'alone non siano enormemente maggiori di quanto stimato. Inoltre le galassie vicine avrebbero dovuto presentare aloni simili, ma non misero in risalto “macchie di luce” di deboli lampi di raggi gamma.

- I lampi gamma possono essere classificati in due categorie apparentemente distinte:

1. Lampi di breve durata e spettro duro (short bursts o lampi corti)
2. Lampi di lunga durata e spettro molle (long bursts o lampi lunghi)

I primi hanno come caratteristica distintiva il fatto che durano tipicamente meno di due secondi e le emissioni sono dominate da fotoni ad alta energia; i secondi, invece, durano tipicamente più di due secondi e le emissioni sono dominate da fotoni a bassa energia.

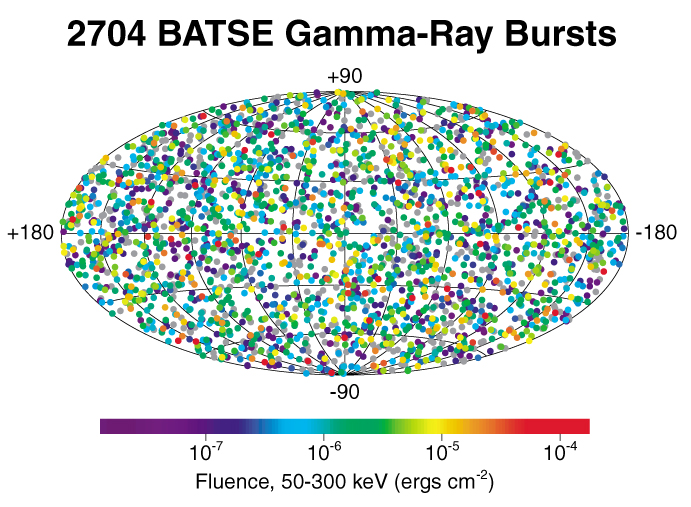
Distribuzione spaziale dei GRB osservati da BATSE.

La separazione tra le due categorie non è assoluta e si osservano sovrapposizioni, ma la distinzione suggerisce due differenti classi di progenitori.
Fu comunque solo nel 1997 che il satellite italiano Beppo-SAX permise di individuare le coordinate del lampo con una precisione senza precedenti, confermando definitivamente come questi lampi fossero generati in galassie lontane.

## EGRET
EGRET era lo strumento che copriva la banda di spettro elettromagnetico maggiore ed a più alta energia a bordo del CGRO: 20 MeV-30 GeV.
Realizzò per la prima volta una mappa completa della radiazione gamma della volta celeste, portando alla scoperta di nuove sorgenti ad alta energia e della radiazione galattica diffusa (Galactic Diffuse Radiation).